# Macromia manchurica
Macromia manchurica – gatunek ważki z rodziny Macromiidae.